# Puzzle & Dragons Z + Super Mario Bros. Edition
Puzzle & Dragons Z + Super Mario Bros. Edition es un videojuego de rompecabezas de rol de 2015 para Nintendo 3DS desarrollado por GungHo Online Entertainment. Es una compilación de Puzzle & Dragons Z y Puzzle & Dragons: Super Mario Bros. Edition de la serie Puzzle & Dragons para América y Europa. Antes de que se anunciara el juego incluido, el primer juego Puzzle & Dragons Z  se lanzó en Japón el 12 de diciembre de 2013, y Puzzle & Dragons: Super Mario Bros. Edition se lanzó en Japón el 29 de abril de 2015. El juego incluido se lanzó en mayo de 2015 para las regiones NTSC y PAL.

## Desarrollo
El 3 de mayo de 2013, GungHo reveló un spin-off para Nintendo 3DS llamado Puzzle & Dragons Z durante el Puzzle & Dragons Fan Appreciation Festival 2013. El juego fue lanzado en Japón el 12 de diciembre de 2013. La jugabilidad es idéntica al juego para dispositivos móviles, pero agrega elementos de rol, como ciudades y personajes que no son jugadores.
Puzzle & Dragons: Super Mario Bros. Edition para Nintendo 3DS presenta personajes de la serie Super Mario en un juego similar al de Puzzle & Dragons Z, que incluye un supramundo y una historia. Fue lanzado el 29 de abril de 2015 en Japón como un título independiente.
El juego incluido para América, Europa, Australia y Corea del Sur se anunció por primera vez el 14 de enero de 2015 y se lanzó en mayo de 2015.
En Nintendo eShop se incluyó un bono de pre-compra al agregar una criatura descargable especial que se proporciona mediante el código en línea que se encuentra en el recibo electrónico después de la compra.

## Recepción
El juego recibió críticas mixtas o promedio según el agregador de reseñas Metacritic.
Kallie Plagge de IGN otorgó al juego una puntuación de 7,9 sobre 10, afirmando que " Puzzle & Dragons: Super Mario Bros. Edition es la estrella brillante junto con la Z menos exitosa."  Jordan Minor de PC Magazine también elogió a Puzzle & Dragons Super Mario Bros. Edition mientras no me gusta el personaje compañero TAMADRA. Afirma que "Mientras que Super Mario Bros. Edition utiliza sus componentes de RPG para enriquecer un juego de rompecabezas de recoger y jugar, Z intenta ser un juego de rol en toda regla que se centra en los rompecabezas". También afirma que la obra de arte se siente poco inspirada en Puzzle & Dragons: Super Mario Bros. Edition.
Al 30 de julio de 2014, el juego había vendido más de 1,5 millones de copias.